# Tourat
Tourat (Tourat-Soucis) ist ein Ort im Quarter (Distrikt) Castries im Westen des Inselstaates St. Lucia in der Karibik. 

## Geographie
Der Ort liegt im Zentrum des Quarters in einem Seitental des Cul de Sac oberhalb und südlich von Soucis. Dichter Wald trennt die Siedlung von einem Teilort von Barre Denis im Süden.

## Klima
Nach dem Köppen-Geiger-System zeichnet sich Tourat durch ein tropisches Klima mit der Kurzbezeichnung Af aus.